# Généalogie génétique
Ne doit pas être confondu avec Paléo-généalogie.
La généalogie génétique est l'application de la génétique à la généalogie. La généalogie génétique nécessite l'usage de tests ADN qui mesurent le niveau de rapports génétiques entre des individus. Les gènes se transmettant entre générations, des comparaisons génétiques permettent d'établir un degré de parenté plus ou moins proche entre individus.

## Historique

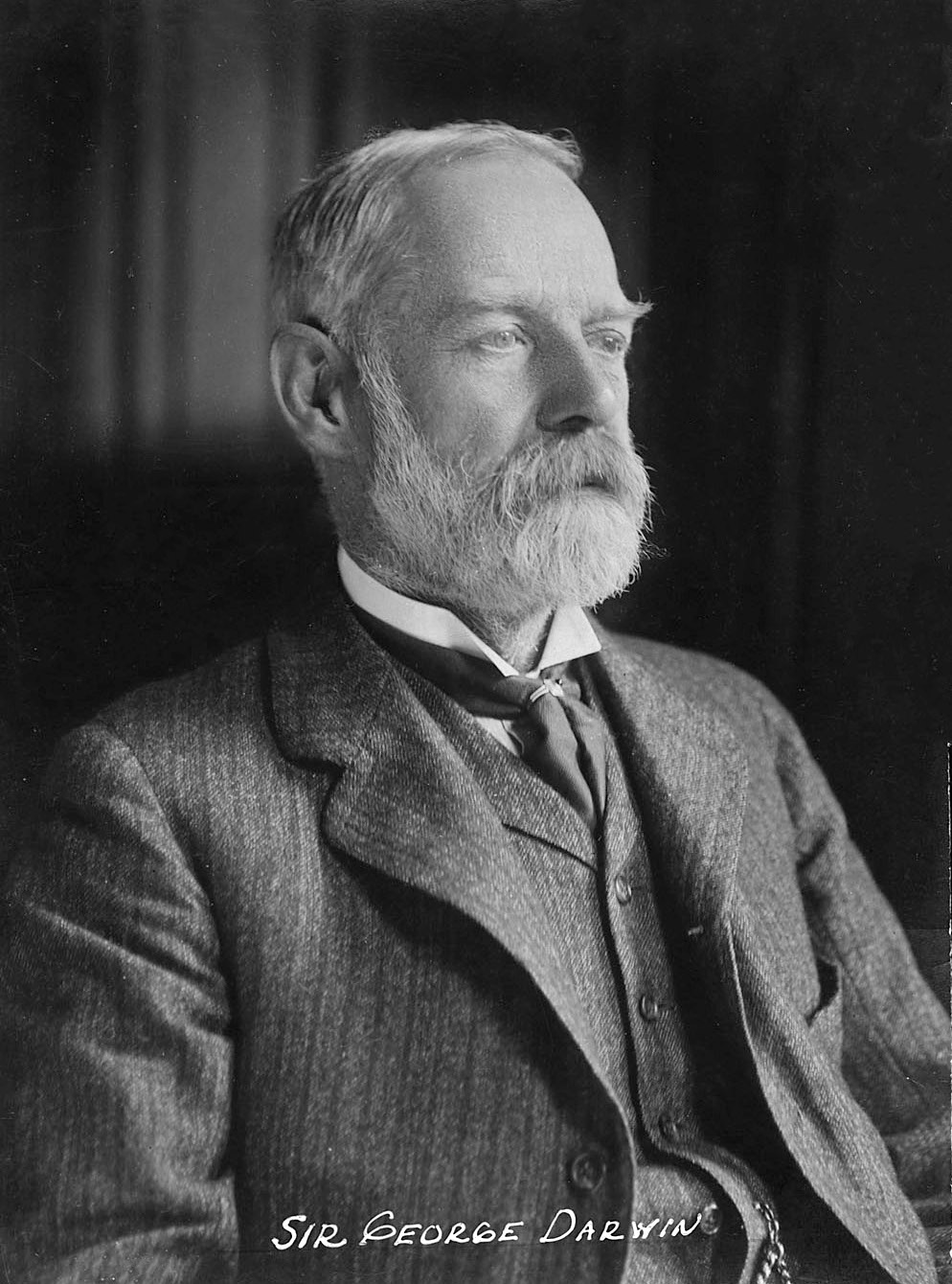
George Darwin, fils de Charles Darwin, fut le premier à estimer la fréquence des mariages entre cousins germains.

La première étude des patronymes en génétique fut celle de George Darwin, fils de Charles Darwin en 1875. Il trouva entre 2,25 % et 4,5 % de mariages entre cousins germains dans la population de la Grande-Bretagne suivant les classes sociales. Ce fut une innovation pour l'époque. Il fallut attendre les années 1990 pour avoir une nouvelle étude de l'histoire familiale, quand la carte génétique du chromosome Y permit de tracer sa transmission de père à fils à la suite des progrès de la génomique.
Le docteur Karl Skorecki, urologue, Canadien d'origine juive ashkénaze s'étonna qu'un collègue juif sépharade, Cohen comme lui fut physiquement très différent. La tradition juive dit que tous les Cohen (avec les patronymes dérivés) descendent du prêtre Aaron, frère de Moïse. Karl Skorecki pensa que s'ils étaient vraiment les descendants d'un seul ancêtre, ils devraient avoir hérité du même lot de marqueurs génétiques et auraient peut-être gardé quelques caractères communs.
Pour tester cette idée, il contacta le professeur Michael Hammer de l'université de l'Arizona, chercheur en génétique moléculaire et pionnier de la recherche sur le chromosome Y. La publication de leurs travaux dans la revue Nature en 1997 créa une vague de protestation dans les milieux scientifiques et religieux. Un marqueur déterminé aurait particulièrement une chance d'être plus présent chez les hommes juifs descendants de familles de prêtres que dans le reste de la population juive[pas clair]. Apparemment, une lignée commune s'était strictement conservée depuis des milliers d'années. En outre, les résultats montraient que les ruptures de la lignée masculine étaient rares ; ceci est nommé par le sigle anglais NPE, « Non-paternity event (en) », fréquent en généalogie génétique.
Le premier à tester cette nouvelle méthode de recherche concernant les noms de famille fut Bryan Sykes, un biologiste moléculaire de l'université d'Oxford. L'étude de son patronyme Sykes obtint des résultats positifs avec seulement quatre marqueurs du chromosome Y testés. Il montra ainsi que la génétique pouvait devenir un outil intéressant au service de la généalogie et de l'histoire.
En avril 2000, la société Family Tree DNA (en) fit les premières propositions commerciales de tests génétiques pour la généalogie. C'était la première fois qu'une théorie portant sur les chromosomes Y d'individus était vérifiée en dehors d'une étude universitaire. De plus, le concept par Sykes d'une étude des patronymes, qui avait été adopté par plusieurs autres chercheurs universitaires en dehors d' Oxford, fut étendu à des projets par patronyme (une forme précoce de réseau social) et ces efforts aidèrent à répandre ces nouvelles connaissances auprès des généalogistes novateurs du monde entier.
En 2001, Sykes écrivit un livre Les sept filles d'Ève, qui définissait les sept haplogroupes majeurs des ancêtres des Européens. Le succès public du livre, couplé à l'accessibilité croissante des tests ADN pour la généalogie donna rapidement un succès croissant à la généalogie génétique, surtout dans les pays anglo-saxons, d'autres pays furent plus réticents et de rares hostiles. En 2003, le domaine des tests ADN pour les patronymes se trouva comme confirmé officiellement par un article de Jobling et Tyler-Smith dans Nature Reviews Genetics. Le nombre de compagnies proposant des tests, et le nombre de leurs clients s'accrurent fortement.
Une autre étape dans la reconnaissance de la généalogie génétique fut le projet genographique. C'est un projet de recherche de 5 années lancé en 2005 par le National Geographic et IBM, en partenariat avec l'université de l'Arizona et Family Tree DNA. Bien que son but fut d'abord anthropologique et non généalogique, donc d'intérêt important en paléo-généalogie, la vente par le projet en avril 2010 de plus de 350 000 kits de test dans le public, permit de tester, sur le chromosome Y douze marqueurs STR, sur de l'ADN mitochondrial et la région HV1 des mutations (ou HVR1). Cela permit de faire connaître au grand public la généalogie génétique.
En 2011, les laboratoires commerciaux recommandèrent de tester au moins 25 marqueurs STR : plus il y a de marqueurs testés, plus les résultats sont fiables et performants. Un test de 12 marqueurs STR n'est généralement pas assez précis pour fournir des conclusions à propos d'un patronyme répandu. Les laboratoires génétiques comme Genebase et Family Tree DNA vendent l'option de tests 67 marqueurs du chromosome Y.
Les ventes annuelles de tests par toutes les compagnies et laboratoires sont estimées de l'ordre de 60 millions de dollars (2006).
Les compagnies commerciales ont, pour chacune d'entre elles, un forum sur DNA-forums. 1K Genomes et SGMF(Sorenson) ne sont pas des compagnies commerciales.1000 Genomes est un projet scientifique et SGMF un laboratoire scientifique qui ne vend pas des tests et n'en fait que pour de la recherche scientifique. La plupart des compagnies commerciales ont un article chacune dans le wikipedia anglais.

## Interprétation
Depuis 2000, des dizaines de papiers scientifiques concernant ce sujet ont été publiés, et des milliers de résultats de tests privés organisés pour des projets patronymiques sont disponibles sur internet. La comparaison des résultats peut être compliquée parce que les compagnies n'utilisent pas les mêmes méthodes. Mais Il y a des tables de conversion entre les résultats des compagnies, se renseigner sur les forums de généalogie génétique comme DNA-forums qui a une section française librement accessible, d'autres sections nécessitent d'être membre pour y accéder.
Liste d'autres forums :
- Worldfamilies[8]
- Anthrocivitas[9]
- Eupedia[10]
- RootsWeb[11].

## Utilisation

### Distance génétique entre individus
Quand l'arbre généalogique des individus est connu, on détermine leur proximité génétique, qu'on exprime avec un pourcentage. Cette fraction du génome hérité d'ancêtres communs, sur la totalité du génome humain, est approximativement de 99,9 % de l'identité génétique entre deux humains.

### Lignages paternels et maternels à travers les tests ADN
Les deux types les plus fréquents de tests de généalogie génétique sont les tests sur l' ADN du chromosome Y en lignée paternelle  et ceux sur l'ADN mitochondrial en lignée maternelle.
Ces tests reposent sur la comparaison de certaines séquences de l'ADN de deux individus dans le but d'estimer la probabilité qu'ils partagent un ancêtre commun dans une limite raisonnable de générations et, à l'intérieur d'un modèle bayesien publié par Bruce Walsh, d'estimer le nombre de générations séparant ces deux individus de leur plus récent ancêtre commun (souvent désigné par l'acronyme MRCA (most recent common ancestor en anglais). Les résultats de l'ADN du chromosome Y ou de l'ADN mitochondrial  pourront être comparés aux résultats d'autres ADN de même type à travers les bases de données privées ou publiques.
- Tester l'ADN du chromosome Y suppose tester les marqueurs STR et/ou SNP. Le chromosome Y est présent seulement chez les mâles et recopie de père en fils les informations génétiques de la lignée paternelle. Ces tests peuvent fournir des informations sur les ancêtres récents (via STR) et anciens (via SNP). Le test STR révèlera un haplotype défini par les nombres des répétitions pour chaque marqueur, qui seront identiques à tous les hommes descendants d'un même ancêtre. Les tests SNP sont destinés à assigner la personne à un haplogroupe paternel, qui définit une large population génétique avec certains marqueurs SNP communs. En paléo-généalogie, L'haplogroupe à l'origine de l'arbre philogénétique des haplogroupes du chromosome est Haplogroupe A (Y-ADN).

- Le test ADN du génome mitochondrial suppose de tester le séquençage de la région HVR-1, la région HVR-2 voire les deux. Un test ADN mitochondrial peut aussi inclure le test SNP additionnel dans la région codante (non hypervariable mais beaucoup plus grande) pour assigner un haplogroupe maternel à la personne, on peut même séquencer tout l'ADN mitpchondrial d'une personne. C'est dans ce cas une question de prix.

L'haplogroupe à la racine de l'arbre des haplogroupes mitochondriaux est Macrohaplogroupe L (ADNmt).

### Croisement de données historiques et génétiques
Depuis l'apparition de l'Histoire, et  la possibilité de se documenter à partir d'écrits contemporains ou postérieurs, des généalogies ont été constituées et transmises. Avec la génétique, il est devenu possible de croiser des données historiques et génétiques concernant certains individus. Lors de l'ouverture de tombes de personnalités historiques illustres, des prélèvements génétiques ont été effectués. Un fragment d'ADN suffit à établir des connexions. Quand l'ADN est détérioré ou rare, il est toutefois plus aisé d'établir la filiation matrilinéaire. Ainsi quelques filiations peuvent être confirmées : 
- L'impératrice Marie-Thérèse d'Autriche a transmis son haplogroupe mitochondrial H à sa descendance en lignée matrilinéaire : il est établi que Napoléon II est porteur du même génome.
- Anna Catharina Bischoff (échantillon génétique ACB) est une ancêtre directe de Boris Johnson ;
- Le roi de Hongrie Béla III (échantilon BELAIII) ;
- Le roi de France Louis XVI (échantillon LXVI) ;
- Le roi Lasdislas de Pologne (échantillon génétique SZTL) ;
- L'archevèque Peder pedersen Windstrup ;
- Ludwig van Beethoven (échantillon LVB) ;
- Philip Calvert (échantillon I2099), de la famille de George Calvert ;
- Jean-Paul Marat ( échantillon Marat) ;
- Michel de Montaigne ;
- Joachim du Bellay.

Certains usagers de tests génétiques récréatifs peuvent découvrir une proximité génétique avec certaines ê personnalités historiques. 

### Origines géographiques et ethniques
Des tests ADN existent pour déterminer l'origine géographique et ethnique. Ces tests relèvent davantage de la paléo-généalogie que de la généalogie traditionnelle ou de la généalogie génétique.
La paléo-généalogie a révélé des liens surprenants entre les peuples. Par exemple on a montré que les anciens Phéniciens sont les ancêtres d'une importante partie de la population de l'île de Malte. Des résultats préliminaires d'une étude par Pierre Zalloua de l'université américaine de Beyrouth que Spencer Wells fit financer par une allocation du comité pour la recherche et l'exploration du National Geographic, furent publiés dans la revue d'octobre 2004 du National Geographic. Une des conclusions est que plus de la moitié des lignages chromosomiques de l'actuelle population maltaise pourrait être venue avec les Phéniciens.
Tout ceci est lié à la génétique des populations (L'étude de la distribution et des changements dans les fréquences des allèles) et aussi les recherches sur l'origine africaine de l'homme moderne.

### Migrations humaines
Les tests ADN sont aussi utilisés sur une plus grande échelle de temps pour tracer des modèles de migration humaine. Proche de la généalogie génétique, la paléo généalogie a pour but de retracer les migrations d'homo sapiens du néolithique à l'apparition de l'écriture. Par exemple, on les utilise pour déterminer quand les premiers humains vinrent en Amérique du Nord et quel chemin ils suivirent pour y parvenir.
Pendant plusieurs années, de nombreux chercheurs et laboratoires de par le monde ont prélevé des échantillons de populations indigènes tout autour du globe pour faire des cartes de modèles historiques de migrations humaines. Récemment, plusieurs projets furent créés avec le but de faire connaître cette science par le public. Un exemple mentionné au-dessus est le Projet génographique du National Geographic, qui vise à créer des cartes de migrations humaines repérées en collectant et analysant les échantillons ADN de plus de 100 000 personnes sur les cinq continents. Un autre exemple est l'analyse génétique pour trouver des ancêtres de « clans ADN », qui mesure des relations génétiques entre une personne précise et les groupes ethniques indigènes de par le monde.

### Clientèle et consommateurs
Les clients masculins démarrent le plus souvent avec un test du chromosome Y pour déterminer leur ancêtre direct par les pères. Les femmes généralement commencent un test mitochondrial pour tracer leur ancien lignage par les mères, pour lequel les hommes se font souvent tester dans le même but. Il est fréquent que des femmes intéressées par leur lignage paternel demandent à leur père ou frère de leur donner un échantillon.
Le but commun aux clients en achetant des tests ADN est d'obtenir un lien scientifiquement quantifié à un groupe ancestral spécifié. On trouve un fort exemple de ce motif dans les désirs exprimés de certains clients d'avoir une preuve de leur lointaine origine paternelle viking.
Le groupe de discussion internet RootsWeb de généalogie génétique a 750 membres dans le monde. Quelques inscrits ont fait différents tests ADN et cherchent conseils et guide pour comprendre leurs résultats. Les inscrits comprennent aussi des administrateurs de projets qui étudient des patronymes, des régions géographiques, ou des groupes ethniques. L'expérience des inscrits va de l'expert confirmé au novice. Dans quelques cas, on peut reconnaître à des inscrits d'avoir fait des contributions très utiles et inédites à la connaissance dans le domaine de la généalogie génétique, ainsi dans l'exploitation des résultats bruts du projet 1000 Genomes, avec des programmes informatiques spécialisés, ainsi des inscrits de DNA-forums ont découvert des centaines de nouveaux SNP du chromosome Y en 2011 et probablement cela ira à plus de 10 000 découverts, affinant considérablement les définitions des haplogroupes. Déjà des dizaines (ceux commençant par DF et Z) sont au catalogue de compagnies commerciales et commencent à apparaître sur l'arbre normalisé officiel des haplogroupes.

## Lignées paternelles et maternelles
- Haplogroupe ancestral
- Haplogroupe A (Hg A)
- Haplogroupe B (Hg B)

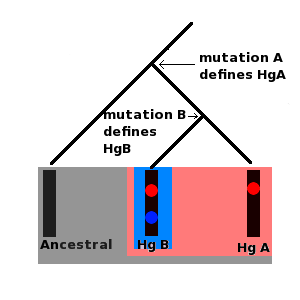
Haplogroupe ancestral
Haplogroupe A (Hg A)
Haplogroupe B (Hg B) Toutes ces molécules font partie de l'haplogroupe ancestral, mais à quelque moment dans le passé, une mutation se produisit dans la molécule ancestrale, la mutation A qui créa un nouveau lignage; c'est l'haplogroupe A et il est défini par la mutation A. À un moment plus récent dans le passé, une nouvelle mutation, la mutation B se produisit chez une personne de l'haplogroupe A; la mutation B définissant l'haplogroupe B. Celui-ci est un sous-groupe, ou « subclade » de l'haplogroupe A ; les deux haplogroupes A et B sont des « subclades » de l'haplogroupe ancestral.

Le génome mitochondrial humain est dans les mitochondries qui sont de petits organites dans le cytoplasme des cellules des Eucaryotes, comme celles des humains. Leur utilité principale est de fournir l'énergie à la cellule. On pense que les mitochondries sont les vestiges d'une bactérie endosymbiotique qui à une époque vivait indépendamment. Un indice que les mitochondries furent indépendantes est qu'elles contiennent un petit segment circulaire d'ADN, appelé ADN mitochondrial (ADNmt). L'immense majorité de l'ADN humain est contenu dans les chromosomes dans le noyau de la cellule, mais l'ADNmt est une exception. Les individus héritent leur cytoplasme et les organites qui y sont contenus, exclusivement par leurs mères, comme ils viennent de l'ovule seulement, non du sperme.
Quand une mutation se produit dans la molécule ADNmt, la mutation est transmise en ligne directe féminine à la descendance. Ces mutations rares viennent d'erreurs de copie—quand l'ADN est copié, il arrive qu'une erreur isolée se produise dans la séquence ADN, le résultat est appelé polymorphisme nucléotidique.
Le chromosome Y humain est spécifique aux hommes (chromosomes sexuels) ; presque tous les humains qui possèdent un chromosome Y seront de morphologie masculine. Les chromosomes Y sont donc transmis de père à fils ; bien que les chromosomes Y soient situés dans le noyau (dit aussi nucleus) de la cellule, ils se recombinent seulement avec le chromosome X aux extrémités du chromosome Y ; la vaste majorité du chromosome Y (95 %) ne se recombine pas. Quand les mutations (SNP, et erreurs de copie STR) se produisent dans le chromosome Y, elles sont transmises directement de père à fils en ligne directe masculine. Les ADN-Y et ADNmt partagent donc un certain trait : tous deux se transmettent inchangés excepté de rares mutations qui se produisent à chaque génération.
Les autres chromosomes, autosomes, et chromosome X chez la femme, partagent leur matériel génétique (on appelle ceci les enjambements qui conduisent aux recombinaisons durant la méiose, un type spécial de division cellulaire qui se produit dans le cours de la reproduction sexuée. En effet, ceci signifie que le matériel génétique de ces chromosomes sera mélangé en quelques générations, et donc toute nouvelle mutation est transmise par hasard des parents à leur progéniture.
Ce trait spécial qu'ensemble ADN-Y et ADNmt partagent, préserve un exemplaire « écrit » de leurs mutations parce que les ADN ne sont ni mélangés, ni transmis au hasard. Les mutations restent à une place fixe dans les deux types d'ADN. De plus la séquence historique de leurs mutations peut être ainsi déduites. Par exemple, si un ensemble de dix chromosomes Y (de dix hommes différents) contient une mutation A, mais seulement cinq de ces chromosomes contiennent une seconde mutation, B, on peut en déduire que la mutation B s'est produite après la mutation A.
En outre les dix hommes qui portent le chromosome avec la mutation A sont les descendants directs en ligne masculine du même homme qui fut le premier à porter la mutation. Le premier homme qui porta la mutation B fut aussi un descendant direct en ligne masculine de cet homme, mais est aussi ancêtre direct masculin de tous les hommes portant la mutation B. Des séries de mutations forment des lignages moléculaires. En plus chaque mutation SNP peut définir un ensemble de chromosomes Y spécifiques qu'on appelle haplogroupe.
Tous les hommes portant la mutation SNP A forme un haplogroupe, et tous les hommes portant la mutation B font partie de l'haplogroupe B, mais la mutation B (si c'est un SNP) définit ainsi un haplogroupe plus récent par lui-même (qui est un sous-groupe ou « subclade »), les hommes portant seulement la mutation A n'appartiennent pas à l'haplogroupe B. Les ADNmt, et les chromosomes Y ou ADN-Y se regroupent dans 2 systèmes différents de lignages et haplogroupes ; ils sont souvent représentés par des diagrammes en arbre.

## Gestion des données
Avec le développement de la technologie dans le domaine de la récolte de données génétiques, qui a amené à une baisse de prix des tests ADN et une accessibilité augmentée de ces derniers, de plus en plus de personnes ont décidé de faire un test ADN. L'augmentation des données génétiques disponibles a permis le développement de différentes utilisations de ces informations ; l'une d'entre elles est la recherche en généalogie génétique. La généalogie génétique à son tour a amené plus de personnes à faire un test ADN, étant curieux d'en apprendre plus sur leur généalogie et en conséquence augmentant les données disponibles.
L'utilisation de ces données dans la généalogie génétique a deux axes principaux : l'identification de l'appartenance à une certaine population et l'identification de personnes avec un lien de parenté d'un certain degré. Dans le premier cas, il faut des grandes quantités de données pour identifier des traits génétiques typiques des populations. Dans le deuxième cas, il faut des données génétiques de beaucoup d'individus pour avoir une probabilité raisonnable de pouvoir trouver des personnes avec un certain degré de parenté. Pour ces deux cas, il est donc nécessaire de pouvoir stocker les données efficacement et de les regrouper dans des bases de données pouvant être facilement cherchées.

### Traitement des données
Les données génétiques d’un humain sont généralement acquises grâce à une puce à ADN. Les données sortantes de ce procédé sont stockées dans un tableau en format de polymorphisme d'un seul nucléotide (PSN). Le polymorphisme d'un seul nucléotide signifie une différence dans une seule paire de bases nucléiques, qui est présent dans au moins 1% de la population. Environ 90% de toutes les variations génétiques chez les humains sont des PSN. Ces tableaux sont utilisés car une grande partie de l'ADN des humains est pareil entre tous les individus et le polymorphisme d'un seul nucléotide permet de stocker que les bases nucléiques qui forment effectivement une différence avec l'ADN référence de la majorité des humains. Vu que le génotype d’une personne est un mélange de deux haplotypes de ses parents, les bases nucléiques à chaque emplacement ne sont pas ordonnées et l’information de quelles bases sont héritées de quel parent n’est pas disponible. Pour la généalogie, cette information est cependant essentielle pour trouver des concordances de segments des PSN. La technique de la transformation du génotype en deux haplotypes est appelé « haplotype phasing » ou « haplotype resolution » en anglais.
Si les données génétiques des parents sont disponibles, cette résolution est assez simple en comparant les segments de PSN avec ceux des parents pour déterminer quels segments ont été hérités ensemble. Si les données génétiques des parents ne sont pas disponibles, la résolution est plus compliquée, mais peut être estimée grâce à la similarité d’une grande partie de l’ADN de tous les humains. Différents algorithmes et programmes proposant des solutions pour ces estimations existent, comme PHASE, BEAGLE , IMPUTE , MaCH , SHAPEIT2 , Eagle  ou Eagle2 . La plupart de ces algorithmes sont basés sur des Modèles de Markov cachés. Certains offrent, en plus du phasing aussi une fonctionnalité d’imputation, c’est-à-dire le remplissage de données manquantes à partir de la population référence.
Pour trouver l'appartenance d'un individu à une certaine population, il faut un certain nombre d'échantillons de données génétiques qui sont déjà confirmé d'appartenir à cette population. Il existe plusieurs approches pour faire ce traitement des données de la population référence qui doit être fait préalablement à tout classification concrète. Une possibilité est de le faire manuellement, en demandant par exemple aux personnes de donner eux-mêmes à quelle population ils appartiennent. Cette possibilité a néanmoins le désavantage d'être très susceptible à des erreurs d'attribution de personnes qui se trompent sur leur propre appartenance à une population et de se baser sur les concepts de race établi dans la société. Cela peut ensuite résulter en un biais des résultats obtenus dû à la société qui n'est non voulu. Une autre possibilité est d'utiliser des moyens statistiques pour extraire des groupes d'individu avec de grandes similarités génétiques, et d'ensuite identifier lesquels de ces groupes correspondent à quelles populations. Cela a l'avantage de grouper les individus totalement indépendamment de la notion de race et de population dans la société, et l'attribution d'une étiquette est faite par un petit groupe de personnes à la fin, qui peut être plus attentifs à ne pas être biaisés par ces notions dans la société. Cette méthode est par ailleurs particulièrement utile en médecine, où certains biais liés à la population doivent être réduits, mais où toute notion de race ne fait pas de sens.

### Bases de données
Que ce soit pour le traitement des données ou pour la recherche généalogique en elle-même, des bases de données de référence sont nécessaires. Après la fin du Projet génome humain, des bases de données accessibles publiquement ont été construites pour permettre le partage plus facile des données génomiques. Peu après la construction de ces bases de données génétiques publiques, des préoccupations pour la vie privée ont commencé à apparaître. Il a par exemple été prouvé par des chercheurs qu’il était possible d’identifier des personnes dans les bases de données censées être anonymisées. Plus concrètement des « mélanges » des PSN tirées d'une base de données ont été créés, et la présence d'un individu donné dans ce mélange pouvait être identifié statistiquement. Cela est possible grâce à la comparaison de la distance entre les PSN de l'individu et le mélange à la distance entre les PSN de l'individu et la population référence. Il existe plusieurs solutions pour remédier à ces soucis, comme le contrôle d’accès (déjà utilisé par certaines bases de données), la confidentialité différentielle (visant à rendre impossible l'identification d'un individu en particulier en ajoutant de l'aléatoire, mais qui n'a pas d'influence sur la statistique entière) ou des solutions cryptographiques (où la personne ne partage que des données cryptées avec des tiers, mais qui peuvent être traitées sans être décryptées grâce à certaines propriétés mathématiques).
La méthode de constitution et les règles à l’égard de l’utilisation de ces bases de données ont aussi une influence sur la vision et l’acceptation de ces dernières dans la société. Une étude a été menée en Australie par exemple, pour comprendre la réaction de la population à la commercialisation de bases de données génétiques et à différentes utilisations des données provenant de ces dernières. Celle-ci a trouvé que notamment l’utilisation à but lucratif des bases de données génétiques réduisait la confiance dans la base de données de la part des participants. Cependant l'acceptation de l'implication d'entreprises à but lucratif sous certaines conditions semble pouvoir être augmenté par des discussions en profondeur. La plupart des services de généalogie génétique étant proposés par des entreprises privées à but lucratif, ces questions de confidentialité des bases de données et de la vision de la société sont importantes.

### Investigation avec la généalogie génétique dans les États-Unis
Les données obtenues grâce aux tests ADN ont permis de résoudre certaines affaires non résolues et récentes. Cette utilisation de la généalogie génétique est très récente et a reçu une importance et une attention croissantes depuis 2018, quand avec l'utilisation de la généalogie génétique a été arrêté le Golden State Killer. L'affaire du Golden State Killer est l'une des plus importantes affaires non résolues des États-Unis d'Amérique. Les meurtres et les crimes ont été commis entre le milieu des années 1970 et le milieu des années 1980. La police n'a jamais vraiment arrêté l'enquête. En 2018, la sortie du livre " I'll Be Gone in the Dark : One Woman's Obsessive Search for the Golden State Killer ", écrit par Michelle McNamara a relancé l'intérêt pour cette affaire non résolue. Un parent de l'auteur du crime a effectué un test ADN avec Myheritage. La police a utilisé la base de données du MyHeritage pour rechercher des correspondances positives avec l'ADN inconnu de l'auteur du crime trouvé sur l'une des scènes de crime. Grâce à cette recherche, la police a pu relier Joseph James DeAngelo à certains des meurtres. DeAngelo a ensuite avoué tous ses crimes pour éviter la peine de mort. Après l'arrestation de DeAngelo, Myeritage et d'autres sociétés DTC (direct-to-costumer) ont modifié leurs conditions et refusé l'accès aux données aux agences d'investigation,,.

#### Les acteurs pour obtenir des données
Bien que l'investigation avec la généalogie génétique ait permis de résoudre plusieurs cas, il ne s'agit pas d'une méthode facilement applicable. En fait, les agences d'investigation n'ont pas la possibilité d'accéder facilement aux données en raison de l'éthique et des politiques de confidentialité des sociétés DTC. Les sociétés DTC n'autorisent normalement l'accès qu'à leurs utilisateurs et à des fins liées à la construction d'un arbre généalogique et/ou à la recherche d'ancêtres. Les sociétés de DTC ne sont pas les seules à posséder des bases de données, il existe des tiers tels que GEDmatch et DNASolves.

##### Les principales compagnies DTCs
- AncestryDNA : Il s'agit de la plus grande entreprise de DTC et elle possède environ 20 millions de profils SNP (Single Nucleotide Polymorphism). Sa politique n'autorise pas l'accès à la base de données à des fins d'enquête ou d'identification de restes humains. Le seul moyen pour les agences d'investigation d'accéder aux données d'AncesryDNA est d'obtenir un mandat de perquisition d'une agence gouvernementale. Pour cette raison une grande partie de ses données ADN et de ses arbres généalogiques sont utilisés dans le cadre d'enquêtes.
- 23andMe : En janvier 2021, cette société comptait environ 12 millions d'utilisateurs. Elle n'autorise pas non plus l'accès à sa base de données à des fins d'enquête, car elle affirme que cette utilisation est contraire à ses principes et à son objectif principal. 23andMe a déposé son bilan en mars 2025[34]
- MyHeritage : Cette société dispose d'environ 4,5 millions de profils SNP et, contrairement aux autres sociétés, permet le transfert gratuit des données provenant de 23andMe, AncestryDNA, FTDNA et Living DNA. Leur politique de confidentialité a radicalement changé depuis que leur base de données a involontairement permis l'arrestation du Golden State Killer. Ils interdisent désormais l'utilisation à des fins légales sans une ordonnance du tribunal.
- FamilyTreeDNA (FTDNA) : Il s'agit de la première entreprise de DTC aux États-Unis, fondée au début des années 2000. Aujourd'hui, elle compte environ 1,4 million de profils SNP. Depuis 2019, il permet l'accès au FBI, cependant les utilisateurs qui ne voulaient pas partager leurs données à des fins légales ont la possibilité de bloquer l'accès à des tiers.

##### Les tiers dans la généalogie génétique
Ces organismes, contrairement aux sociétés de DTC, ne produisent pas et ne vendent pas d'autotests ADN. Ces agences ne fournissent qu'une base de données.
- GEDmatch a été fondé en 2010 par Curtis Roger et John Olson. Il ne s'agit pas d'une société de DTC car elle ne vend pas de kits de test ADN. GEDmatch est un site Web et dispose d'une base de données publique composée de données ADN provenant d'utilisateurs de diverses sociétés de DTC qui ont décidé de télécharger et de partager leurs informations. La base de données GEDmatch est la base de données la plus utilisée dans le domaine de la généalogie génétique. Depuis 2018, toujours après la capture du Golden State Killer, ils ont modifié leurs conditions en insistant sur la possibilité d'utiliser leurs données dans les enquêtes.
- Fondée en 2019, DNAsolves a pour objectif d'être une base de données pour les données génétiques. Cette base de données est faite exclusivement pour les enquêtes policières, en effet les utilisateurs n'ont pas la possibilité de rechercher des informations sur les autres utilisateurs.

#### Déroulement de l'investigation avec la généalogie génétique
Les États-Unis d'Amérique sont le pays où la pratique de l'enquête généalogique génétique est la plus répandue. En général, si les agences d'investigation n'ont pas suffisamment de preuves et/ou pas de correspondance positive dans le codis au cours d'une enquête, les agences de détectives peuvent rechercher une correspondance dans les bases de données GedMatch ou Dnasolves. Le codis, de l'anglais, combined DNA index system, est une base de données contenant des données ADN médico-légales provenant d'anciennes enquêtes. S'il y a une ou plusieurs correspondances positives, un arbre généalogique est construit pour chaque individu possible. Pour construire un arbre généalogique, toutes les informations possibles sont utilisées, comme les archives des journaux, les médias sociaux, les arbres généalogiques publics. Les arbres généalogiques permettent de vérifier s'il existe des corrélations entre la victime et les personnes figurant dans l'un des arbres construits. La précision d'une correspondance positive avec un utilisateur de bases de données génétiques n'est pas seulement déterminée par la proximité de l'échantillon d'ADN du suspect, mais aussi par la qualité et la quantité d'informations accessibles.
En 2019, le DoJ (département américain de la justice) a mis à jour ses conditions concernant cette pratique. L'utilisation de l'ADN dans les enquêtes doit être fondée sur le principe : "Codis first and last". Ce principe signifie qu'avant d'utiliser la généalogie génétique, il faut vérifier qu'une personne ne présente pas de concordance avec le codis, mais pas seulement, une personne ne peut pas être arrêtée uniquement après une concordance positive avec la base de données d'une société de DTC. En cas de concordance positive, le suspect doit subir un test ADN et ce résultat doit présenter une concordance positive avec l'échantillon précédemment introduit dans le codis.

## Projets de réconciliation
L’ADN étant partagé, son analyse ne s’arrête pas à l’échelle de l’individu mais concerne également une communauté et il est aujourd’hui devenu un acteur dans les politiques de réparation et de réconciliation comme l’explique Alondra Nelson dans son livre « The Social Life of DNA : race, reparation and reconciliation after the genome ». Ce que Nelson appelle des « projets de réconciliation » sont les efforts d’unification sociale, par exemple, les tentatives de réconcilier des partis autrefois opposés, comme les descendants de personnes soumises à l’esclavage et les compagnies qui ont anciennement profité de ce système, notamment par des indemnisations financières et une reconnaissance des faits. Les tests génétiques permettent encore de rétablir des faits biographiques ou historiques qui ont été perdus au cours du temps. L’ADN est ainsi un témoignage du passé et peut apporter certaines réponses à des controverses sociohistoriques et politiques.

### Las Abuelas de Plaza de Mayo
La mission des Grands-mères de la Place de Mai (en espagnol : Las Abuelas de Plaza de Mayo) est un exemple marquant de l’utilisation des technologies génétiques émergentes dans un nouveau type d’action politique que sont les projets de réconciliation. L’analyse ADN quitte les laboratoires scientifiques et est mise à profit d’une cause humanitaire et politique.
Las Abuelas, qui ont pour objectif de retrouver les enfants disparus lors de la dictature militaire argentine de 1976 à 1983, avaient besoin de preuves irréfutables que les grand-mères et les enfants supposés étaient bien parents afin de les restituer à leurs familles biologiques. Avec l’aide de Mary-Claire King, alors professeure à l’université de Washington, elles commencèrent par comparer les antigènes des leucocytes humains (HLA) qui sont des indicateurs de compatibilité utilisés lors des transplantations d’organes. Ainsi en 1984, une jeune fille ayant 99,8% de compatibilité avec son grand-père paternel a pu être rendue à sa famille biologique. Mais bien qu’une ressemblance dans la séquence de HLA indique que deux personnes sont certainement apparentées, elles ne le sont pas nécessairement.
Elles se tournèrent alors vers une nouvelle technique développée notamment par Allan Wilson, professeur à l’université de Berkeley en Californie : l’analyse de l’ADN mitochondrial.
Cette technique a été particulièrement fructueuse dans le cadre de la mission des Grands-mères de la Place de Mai car l’ADN mitochondrial se transmettant presque inchangé de la mère aux enfants, quel que soit leur sexe, les comparaisons ont pu se faire en l’absence des parents disparus et avec une plus grande précision que le HLA.
La mission de Las Abuelas est devenue un projet de réconciliation concernant aussi bien les familles que la guérison de la nation après un évènement traumatisant et des violences politiques. En 1987, l’état fonda la Banque Nationale des Données génétiques qui abrite un échantillon de toutes les familles dont un membre a disparu. En 2009, le Congrès de la Nation argentine fit également passer une loi obligeant toute personne, si une preuve suggère qu’il s’agit d’un enfant d’une personne disparue, à passer un test ADN. En avril 2019, l’organisation a pu rétablir l’identité de 128 enfants sur les 500 estimés disparus et les réunir avec leurs familles biologiques.
L’organisation appelée aujourd’hui La Asociacion Civil Abuelas de Plaza de Mayo est considérée comme le premier groupe au monde à avoir utilisé des technologies génétiques comme outils pour les droits de l’homme.

### Réconciliation africaine-américaine
À partir la fin des années 1990, des chercheurs et activistes Noirs américains abordèrent également l’analyse génétique selon un aspect sociopolitique et culturel lors de leurs recherches d’information sur leurs origines africaines.
Les généticiens généalogistes de descendance africaine transforment leurs données génétiques individuelles en des projets de réconciliation et cherchent à rappeler, notamment en remontant à leurs origines africaines, que l’histoire des Afro-Américains n’a pas commencé avec l’esclavage. Les tests génétiques témoignent d’ailleurs de cette complexité. Par exemple, l’analyse des dépouilles de l’African Burial Ground, un cimetière de l’ère coloniale, a permis d’en apprendre plus sur la vie des esclaves à New York au XVIIIe siècle mais aussi sur leurs origines. Il a ainsi été confirmé que les premiers esclaves venaient de l’Afrique de l’Ouest puisque l’haplotype L2 qui est indicatif des locuteurs bantous de l’Afrique de l’Ouest était présent dans près de 70% des sépultures testées.
C’est dans ce souci de « rapprocher les Africains Américains de l’Afrique » et de réconcilier l’Afrique et ses diasporas que Rick Kittles fonda en 2003, avec Gina Paige, African Ancestry. Cette entreprise de tests DTC détermine l’affiliation d’un individu avec des états et des groupes ethniques du continent africain. African Ancestry est l’une des premières entreprises DTC aux États-Unis et elle possède à ce jour la plus grande et la plus complète base de données d’ADN africain. L’absence d’une base de données d’ADN « africain » ethniquement et régionalement spécifié de référence était une difficulté à surmonter pour les généticiens à la fin des années 1990 car celles existantes comme GenBank n’étaient pas assez complètes, manquant d’échantillons ADN de certaines régions connues pour avoir été actives dans la traite des esclaves comme le Ghana ou le Liberia. Même si Kittles fut critiqué par certains chercheurs dans les années 2000, comme par Fatimah Jackson qui jugeait « immoral de faire payer à des victimes de l’esclavage » une analyse génétique qui pourrait leur donner des informations sur leurs origines ancestrales, la généalogie génétique est aujourd’hui mobilisée selon une volonté de se souvenir et d’en apprendre plus sur la traite transatlantique.

## Législation et controverses

### Direct-To-Consumer Genetic testing
Les dernières années du XXe siècle et les premières du XXIe siècle ont vu un développement scientifique dans le domaine de la recherche généalogique, de la médecine génétique et de la technologie médicale grâce au développement technologique et digital. L'évolution de la génétique moléculaire a aussi permis le développement d'une nouvelle méthode pour faire les tests génétiques: les tests génétiques de type "direct-to-consumer" (DTC-GT). Ces tests ont été introduits dans le but de rendre la médecine plus accessible à la population, en permettant aux personnes de les réaliser selon divers besoins: de la reconstitution de l'histoire familiale à la détermination de la prédisposition à une certaine maladie.
Traditionnellement, les tests génétiques ont toujours été associés à des professionnels de la santé, avec des résultats de tests strictement contrôlés et réservés à un nombre limité de personnes. En fait, les techniques d’analyse des données en laboratoire, peu populaires, peu développées et très chères, ne permettaient pas une expansion de cette pratique en dehors d’un contexte médical. Depuis 1990, cependant, les DTC-GT, c'est-à-dire les tests génétiques disponibles sur Internet directement, ont commencé à prendre leur essor et ce qui était un domaine réservé à quelques individus est devenu accessible, notamment sur le plan économique et social, à tout le monde. De plus en plus de personnes se sont intéressées à ce type de service et, en 2020, 30 millions de personnes ont déjà effectué un test génétique. Les tests génétiques sont, en fait, en train de devenir une pratique de médecine préventive puisque le fait de connaître son propre génome permet de comprendre s’il y a un risque ou une prédisposition pour une certaine maladie ou dysfonctionnement de l’organisme.
La conséquence directe a été l'accumulation massive de données génétiques, ce qui a permis aux grandes sociétés de DTC-GT de se concentrer sur la vente et l'accès pour d'autres entreprises aux données génétiques obtenues auprès des consommateurs.
La différence entre DTC-GT et les tests génétiques standards c’est la façon dont les informations sont fournies et le type de test que les sociétés offrent. Les DTC-GT fournissent les informations directement aux consommateurs sans passer par des organismes sanitaires spécialisés. De nombreux DTC-GT ne fournissent pas la qualité nécessaire pour garantir une information adéquate pour ce qui concerne la gestion des données obtenues à partir d’un test génétique et la protection des consommateurs et de leurs données; ils ne sont même pas obligés (par la loi) de le faire. Par protection du consommateur, on entend tout ce qui vise à préserver les données et la vie privée du consommateur, en empêchant leur vente et leur accès par des tiers.Les consommateurs ont tendance à approuver facilement l'exploitation de leurs données sans lire les conditions juridiques et les conditions de privacy. Une fois que ce consentement est donné, pratiquement toutes les actions de marketing sont possibles, malgré l’existence de restrictions de partage. Par exemple, 23andMe a déjà accrédité l'accès à ses données à l'entreprise pharmaceutique GlaxoSmithKline dans un accord de 300 millions de dollars.
En outre, dans la plupart des cas, les consommateurs ne sont pas informés de la validité, de l'utilité réelle et du pouvoir qui se cache derrière un test génétique. Souvent les tests génétiques sont faits par les consommateurs avec l’idée de connaître sa généalogie et son origine ou diagnostiquer une maladie génétique et après définir un traitement ou des mesures préventives. Ce qui n’est pas trop clair est le pouvoir qu’un test génétique peut avoir sur la descendance, par exemple dans le cas de la détection d’un problème génétique qui menace la vie de la progéniture et soulève ainsi la question d’une interruption médicale de grossesse. En fait, il est possible d’analyser des fragments de l’ADN fœtal présents dans le sang de la mère ce qui risque de devenir une question éthique, par exemple en ce qui concerne la détermination du sexe de l’enfant.
Alors que le marché des tests génétiques et des laboratoires qui les analysent s'est développé en Europe, la qualité et le prix de ces tests ont considérablement baissé. En plus, les conditions et les lois dans ce domaine sont extrêmement hétérogènes, ce qui ne garantit pas la qualité et la sécurité de ces pratiques puisque l'utilisation abusive de la biologie et de la médecine peut conduire à des actes mettant en danger la dignité humaine.

### Respect de la vie privée et de l'éthique
Il est reconnu que la diffusion des tests génétiques a soulevé un débat sur les questions éthiques, juridiques et sociales. La possibilité de quantifier et de trouver des variations génétiques grâce aux tests génétiques a introduit des classifications au sein de différentes populations, suscitant un débat sur la question de la "race". En fait, la post-génomique est de plus en plus concentrée sur l’identification de la diversité génétique, ce qui a tendance à devenir une classification en groupes de personnes pour une question d’identification, comme par exemple pour le risque d’ une certaine maladie. Ces catégories raciales seraient basées sur les différences biologiques et cela pourrait, dans le domaine biomédical, fournir des informations utiles pour la recherche et les applications cliniques.
L’ étiquetage génétique qui peut en résulter est un possible risque de discrimination et d'exclusion d'un certain type d'activité ou d'emploi. Par exemple, les compagnies d'e-cigarettes pourraient utiliser les données génétiques pour cibler les personnes qui sont génétiquement plus enclines à développer une dépendance à la nicotine. Un autre cas concerne les compagnies d'assurance, qui pourraient décider d'offrir certaines prestations et de ne pas en offrir d'autres en fonction des informations génétiques associées à un individu particulier.
Les tests génétiques peuvent donc aider à prévenir des maladies graves et avoir un impact positif sur la société, mais dans le même temps, ils risquent de devenir un outil de marketing et un danger pour l'exploitation des plus vulnérables.Tenter d'anonymiser les données ne fonctionne pas, parce qu’ il serait toujours possible de retrouver les sujets et parfois, leurs parents ou les membres de leur famille, et pour empêcher la localisation des sujets dans un cas extrême, il faudrait opter pour la perte d'une partie des données associées. Les données génétiques, en effet, ne peuvent être attribuées qu'à une seule personne.
Rendre les données anonymes sans détruire une bonne partie de l’information qui permet de retrouver la personne est vraiment difficile.
Étant donné que la plupart des recherches actuelles en génétique humaine consistent à analyser des données secondaires (comme le style de vie) qui ont été collectées, les DTC devraient explicitement affirmer que, en acceptant de faire un test génétique, les personnes consentent à ce type de traitement. Il est évident que l'approbation des consommateurs pour ce type de gestion serait très difficile à obtenir, c'est pourquoi de nombreuses entreprises choisissent de leur demander de consentir à toutes les activités ultérieures, au détriment d'une transparence totale.
Une fois les conditions générales approuvées, ces grandes entreprises sont en possession de toutes les données fournies et peuvent les utiliser selon leurs intérêts. C’est difficile de dire de quelle manière ces sociétés utilisent les données en absence de transparence, mais il est également vrai que l'ignorance délibérée du consommateur quant à l'utilisation qui est faite des données est également prise en compte par les sociétés de DTC-GT. Des recherches  ont confirmé que la plupart des consommateurs ne sont pas vraiment conscients des problèmes de privacy, ignorant par exemple le fait que les DTC-GT partagent des données avec des tiers.
Cela soulève la question si la loi protège suffisamment la vie privée des consommateurs.

### Législation
La législation régissant l'utilisation, le commerce et la gestion des tests et des données génétiques est répartie de manière hétérogène entre les différents pays et, dans de nombreux cas, n'est toujours pas claire. La mise à disposition de services génétiques ne possède pas une législation spécifique dans la plupart des pays européens et la plupart des pays disposent de lois qui règlent l'interruption de grossesse et ces mêmes lois, réglementent également l'utilisation des tests génétiques à toutes fins.
Le développement de la génétique progresse plus vite que la loi, dans le sens que la loi, dans le domaine de la biogénétique, n’évolue au même rythme que la science et donc souvent ne suffit pas à assurer une protection suffisante contre les pratiques génétiques actuelles. Par exemple, aux États-Unis, la “Health Insurance Portability and Accountability Act” et le “Genetic Information Nondiscrimination Act” (GINA) interdit aux compagnies d'assurance de faire des discriminations sur la base des informations génétiques obtenues, mais ne protège pas les individus contre la discrimination dans d'autres circonstances, ce qui peut facilement être mal interprété.
Il a été aussi prouvé que, dans la plupart des cas, les consommateurs acceptent les conditions générales sans même lire les clauses juridiques et comprendre dans quelle mesure leurs données sont protégées. Une fois ces conditions acceptées, toute action de la part de la société DTC-GT est possible. En effet, bien qu'il existe des lois en matière, ce secteur n'est pas encore suffisamment restreint par celles-ci et elle dispose d'une grande liberté d'action.
L'évolution biomédicale, scientifique et technologique mène de plus en plus à l'instrumentalisation de l'être humain et à l'objectivation des sujets et des populations. C'est pourquoi la présence de lois qui garantissent la dignité et l'humanité du sujet est essentielle. En outre, depuis la Seconde Guerre mondiale, la dignité humaine est devenue le concept clé des droits de l'homme et est le concept qui sous-tend toutes les lois liées à la génétique.

#### France
La France présente, en Europe, un cas particulier. Les tests génétiques sont encadrés par la législation et leur usage n'est autorisé qu'à des fins judiciaires, médicales et scientifiques. Il est interdit de les utiliser à d'autres fins. La loi n° 94-653 du 29 juillet 1994 impose le respect des principes éthiques tels que le respect de l'autonomie de l'individu, le respect du secret médical et le respect de la vie privée dans le domaine des données génétiques. Cette loi modifie le Code Civil en introduisant les notions de respect du corps humain. L'amendement n° 2443 du 20 septembre 2019 modifie l'article 16-10 du Code civil. L'article 226-28-1 du Code pénal rappelle que toute personne qui ferait pratiquer un test ADN dans un autre but (par exemple test ADN généalogique) encourt une amende de 3750€. La loi bioéthique de 2011 interdit le recours aux tests ADN. Une nouvelle loi bioéthique de 2021 interdit aux entreprises spécialisées de faire de la publicité pour les tests génétiques en France. 
La France est avec la Pologne les seuls pays où les tests ADN sont interdits.
Malgré cela, on estime à 150 000 le nombre de Français qui font pratiquer chaque année un test génétique clandestin. Cela concerne en partie les personnes nées sous X, ce qui est une autre particularité législative de la France. 
En théorie, la loi de bioéthique revient tous les sept ans devant le Parlement pour être réexaminée et éventuellement adaptée.

#### Europe
Dans le contexte de la recherche biologique, l'être humain risque d’être vu comme un objet autour duquel se développe la science et cette instrumentalisation a déjà eu lieu pendant les premiers stades du développement de l’enfant. Dans cette situation, la question se pose de savoir quelles valeurs doivent être préservées afin d'éviter que l'individu soit réduit à sa seule définition biologique et pour éviter que ne se reproduisent des crimes tels que ceux de la Seconde Guerre mondiale, où les droits fondamentaux ont été violés. Depuis la Seconde Guerre mondiale donc, la question de savoir qui ou quoi doit être considéré comme "humain" et ce que signifie " l'humanité" a été un point fondamental, ce qui a permis d'affirmer quatre concepts fondamentaux pour l’être humain: la dignité, la liberté, l'équité et la fraternité. À partir de ceux-ci, quatre droits fondamentaux ont été élaborés, en fonction de l'objectif que ces droits doivent servir :
1. Libertés: droits de l’individu
2. Garanties de l’État de droit: droit de l'individu dans la société civile et politique
3. Droits sociaux: les droits sociaux, économiques et culturels
4. Droits politiques: les libertés spirituelles, publiques et politiques

The Convention on Human Rights and Biomedicine, avec ces quatre principes, décide de protéger l’individu sur trois plans différents: individuel, social et au niveau de l'espèce elle-même. Par exemple, l’Article 11 – Non-discrimination affirme que “ Any form of discrimination against a person on grounds of his or her genetic heritage is prohibited.”
Le Conseil de l'Europe représente le plus grand système de protection des droits de l'homme dans le domaine de la biomédecine. C'est grâce au Conseil d’Europe que des normes dans le domaine de la biomédecine ont été fixées au niveau européen, c’est-à-dire à travers la Convention for the Protection of Human Rights and Dignity of the Human Being with regard to the Application of Biology and Medicine: Convention on Human Rights and Biomedicine, aussi appelé Convention d’Oviedo.
Elle vise à jeter les bases de la définition et de la protection de ce qui est considéré comme la "dignité" de l'être humain en ce qui concerne l'application de la biologie et de la médecine. L'idée de cette Convention est non seulement de protéger l'être humain pour les raisons énumérées ci-dessus, mais aussi d'essayer de ne pas freiner excessivement le progrès de la science et de la recherche. Pour protéger les deux parties, il était nécessaire d'élaborer des lois qui puissent également résoudre les éventuels conflits entre les deux.
Cette Convention a pour but, selon l’Article 1- Purpose and object, Chapter I- General provisions de:
"Parties to this Convention shall protect the dignity and identity of all human beings and guarantee everyone, without discrimination, respect for their integrity and other rights and fundamental freedoms with regard to the application of biology and medicine. Each Party shall take in its internal law the necessary measures to give effect to the provisions of this Convention. "
et l’ Article 12 – Predictive genetic tests, Chapter IV – Human genome de:
"Tests which are predictive of genetic diseases or which serve either to identify the subject as a carrier of a gene responsible for a disease or to detect a genetic predisposition or susceptibility to a disease may be performed only for health purposes or for scientific research linked to health purposes, and subject to appropriate genetic counselling. “
En outre, il est important de souligner que le Conseil de l'Europe ne fait pas de distinction entre le statut de l’être humain au stade prénatal et le statut d’une personne.

## Bénéfices
La généalogie génétique donne aux généalogistes un moyen de contrôler et d'étendre leurs résultats pour la généalogie avec de l'information obtenue par les tests ADN. Un résultat très similaire à celui d'un autre individu peut :
- fournir des endroits pour de futures recherches généalogiques
- aider à déterminer la région ancestrale
- découvrir des parents vivants
- valider une recherche en cours
- confirmer ou rejeter des liens suspectés entre des familles
- prouver ou rejeter des théories concernant l'origine de population
- un sujet commun d'intérêt à travers les cultures

## Inconvénients
Les personnes qui redoutent les tests ADN citent une des inquiétudes suivantes :
- Coût des tests
- Qualité des tests
- Inquiétudes concernant la vie privée et les libertés

Finalement, les tests ADN-Y et l'ADNmt tracent seulement un seul lignage (le lignage du père du père du père, etc., .. de la personne et le lignage de la mère de la mère de la mère, etc., .. de la personne). 10 générations plus tôt, un individu a jusqu'à 1024 ancêtres possibles (moins si parmi les ancêtres, des cousins se sont mariés) et les tests ADN-Y ou ADNmt étudient seulement un de ses ancêtres, aussi bien que leurs descendants et leurs frères et sœurs (frères pour l'ADN-Y, frères et sœurs pour l'ADNmt). Cependant beaucoup de généalogistes conservent les références de beaucoup de cousins de différents degrés (1er ou germain, 2e, 3e, etc., avec des noms de famille différents) dont les ADN-Y et ADNmt sont différents, et ainsi seront encouragés de demander des tests pour trouver des lignages ADN supplémentaires.
Malgré les difficultés d'analyse et le plus grand coût, les tests ADN sur les autosomes et le chromosome X s'accroissent pour compenser ces limites.

## Croissance attendue
La généalogie génétique est un domaine en croissance rapide (dans certains pays, moins dans d'autres). Comme le coût des tests continue de décroître, le nombre de personnes en test continue de s'accroître. La probabilité de trouver un appariement génétique parmi des bases de données ADN devrait continuer à s'améliorer. Laboratoires et compagnies de test sont engagés dans des recherches et développements actifs qui permettront un plus haut degré de confiance et une meilleure interprétation, comprenant des rapports d'explication historique et des recherches adaptées aux clients.
Les entreprises pratiquent de plus en plus de tests sur les chromosomes autosomes et X portant sur des millions marqueurs pour les nouvelles puces à ADN. Les entreprises de test achètent et adaptent les puces auprès d'entreprises du génie génétique aux chiffres d'affaires croissants tels qu'Affimetrix, Illumina, etc. Il y a des témoignages sur les forums (tel celui sur les autosomes de DNA-forums de personnes que ces tests plus chers et plus difficiles à interpréter ont pu trouver ou confirmer de nouveaux cousinages sur des lignées non directes.